# BRIC
A BRIC egy mozaikszó, melyet a gazdaságtanban használnak a gyorsan fejlődő Brazília, Oroszország, India és Kína megnevezésére (ezek angol kezdőbetűiből áll össze a mozaikszó).
A BRIC szót Goldman Sachs 2001-ben használta elsőnek. Goldman Sachs úgy vélte, hogy gyors fejlődésük eredményeképpen 2050-re a BRIC országok egyesített gazdasági eredményei túlszárnyalhatják a 21. század elején leggazdagabbnak számító országok által leadott teljesítményt. Bár többféle előrejelzés is létezik ezen a téren, az esetek többsége mégis inkább azt veti előre, hogy lényeges változás a feltörekvő és a fejlett országok gazdasági pozíciója között nem várható (2009). 2010-ben a Dél-afrikai Köztársaság bevételével BRICS-re módosult a mozaikszó.
Goldman Sachs nem állította, hogy a BRIC gazdasági blokkba vagy formális kereskedelmi társulásba szervezi magát, úgy mint az Európai Unió tette. Egy szorosabb szövetség kialakításának lehetősége is fennáll, amely által a BRICS konvertálhatná saját növekvő gazdasági erejét egy nagyobb geopolitikai egyesülésbe. 2009. június 16-án a BRIC országok vezetői megtartották első csúcstalálkozójukat Jekatyerinburgban, és nyilatkozatot bocsátottak ki egy multipoláris világrend összehívására. Arra azonban minden bizonnyal minimális az esély, hogy a 21. században egy globális méretű hatalmi átrendeződés történjen, hiszen a felzárkózást követően a BRIC országok fejlődési üteme is lelassul majd, ha elérik a közepes fejlettségi szintet. Ugyanakkor a jelenleg magasan fejlett országok további fejlődése sem fog leállni, ezért kevés jel mutat arra, hogy fél évszázad alatt egy egészséges többpólusú világrend megalakulása következzen be.

## A BRIC tézis

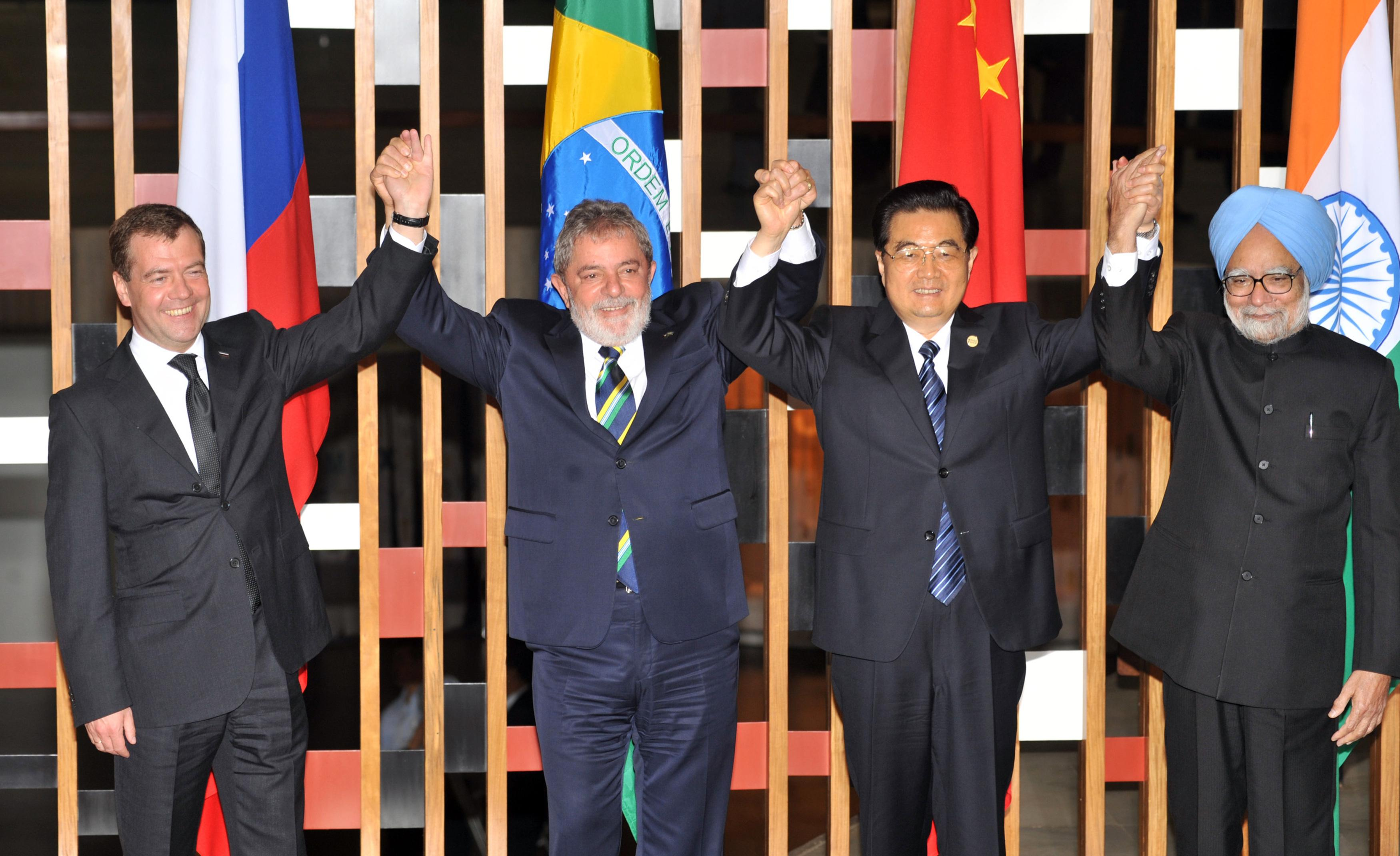
A BRIC vezetői 2010-ben

## Lásd még
- multipoláris világrend

## Külső hivatkozások
- Goldman Sachs: A BRIC's álma: Web Tour, 2006. július[halott link]
- Grant Thornton IBR - Növekvő piacok: A világgazdaság újraalakulása. 2008. május
- Grant Thornton IBR - Növekvő piacok, fókuszban a BRIC. 2007